# Cómplices del silencio
Cómplices del silencio o Complici del silenzio, su título en italiano, es una película coproducida por Argentina, España e Italia dirigida por Stefano Incerti sobre libro original de Rocco Oppedisano y guion de Rocco Oppedisano y Stefano Incerti, con la colaboración de Eugenio Melloni. Sus principales protagonistas son Alessio Boni, Giuseppe Battison, Jorge Marrale, Juan Leyrado, Florencia Raggi y Rita Terranova y fue estrenada el 17 de abril de 2009 en Italia y el 17 de junio de 2010 en Argentina.

## Sinopsis
Durante la disputa de la Copa Mundial de Fútbol de 1978, Maurizio, un periodista italiano, llega a Buenos Aires para cubrir el evento y conocer a sus familiares que emigraron en el pasado. Mientras realiza su trabajo conocerá a Ana, militante montonera de arma en mano y esta relación, al principio amistosa y luego apasionada, le hace descubrir los horrores sobre los cuales se apoya el gobierno militar y provoca que sea detenido, sospechado de pertenecer a la célula en la que milita Ana, y golpeado brutalmente.

## Reparto
Intervinieron en el filme los siguientes intérpretes:
- Alessio Boni ... Maurizio Gallo
- Giuseppe Battiston ... Ugo Ramponi
- Jorge Marrale ... Maurizio Gallo (padre)
- Juan Leyrado ... Pablo Pere
- Florencia Raggi ... Ana Ramírez
- Rita Terranova ... Teresa Gallo
- Tomás Fonzi ... Carlos Gallo
- Daniele Tedeschi ... Embajador de Italia
- Víctor Hugo Carrizo ... Sargento
- Rodrigo Pedreira
- Fabián Arenillas
- Diego Gentile
- Renato Quattordio

## Críticas
La crónica de Adolfo C. Martínez para La Nación destaca la gran fuerza dramática de la película y cómo a través de ella va descubriendo un patético cuadro en el que no sólo la fuerza militar es culpable, sino que dentro del ámbito familiar hay también personajes ocultos que traiciona a sus seres más allegados. Respecto del elenco señala que tanto Alessio Boni como Florencia Raggi, Jorge Marrale y Giuseppe Battiston supieron representar con autenticidad a sus respectivos personajes.
Horacio Bernades, para Página/12 señaló que el Mundial de 1978 –con su flagrante oposición entre fastos y festejos oficiales y el horror, tortura y muerte de la realidad– fue visto reiteradamente en el cine de las últimas décadas. La idea del siniestro familiar, presente en Cordero de Dios, reaparece también aquí en la figura de un funcionario de la dictadura vinculado con la represión, encarnado por Leyrado que no hará gestión alguna cuando secuestra su cuñado un grupo de tareas. Es posible que para el público extranjero todo esto represente una novedad pero no para el espectador local, y como en términos estrictamente cinematográficos tampoco hay novedades aquí, los méritos se reducen al digno sorteo del cocoliche por parte de actores locales –que tuvieron un mes de estudio de italiano previo a la filmación- a los que les toca hablar en ese idioma, y a una visceral actuación de Jorge Marrale, en el papel de padre desesperado por la desaparición de su hijo.